# Innerlijke rust
Innerlijke rust is een lied van de Nederlandse rapper Lijpe. Het werd in 2021 als single uitgebracht en stond in hetzelfde jaar als elfde track op het album Selfmade.

## Achtergrond
Innerlijke rust is geschreven door Eldridge Soetanto, Jason Mungroop en Abdel Achahbar en geproduceerd door JasonXM. Het is een lied uit het genre nederhop. In het lied vertelt de rapper over zijn leven en loopbaan en hoe hij nu zich geen zorgen meer over geld hoeft te maken. Het lied werd een kleine maand als single uitgebracht voordat het album waar het op stond en waar ook de andere hitsingles Selfmade en Nieuwste RS6 op te vinden zijn, werd uitgebracht. 

## Hitnoteringen
De rapper had verschillende succes met het lied in Nederland. Het piekte op de dertiende plaats van de Single Top 100 en stond zeven weken in deze hitlijst. De Top 40 werd niet bereikt; het lied bleef steken op de 23e plek van de Tipparade.